# Жукова, Марина Викторовна
Марина Викторовна Жукова (род. 15 октября 1966, Калинин) — советская гребчиха. Мастер спорта СССР международного класса (1986).
Представляла спортивное общество «Динамо». Четырёхкратная чемпионка СССР (1986, 1987, 1988, 1991).
Член сборной СССР с 1986 по 1992 год. Участница Олимпийских игр 1988 года в Сеуле, где в паре с Марией Омельянович заняла четвёртое место в двойке. Бронзовая призёрша чемпионата мира 1987 года в Дании (четвёрка).